# Arturo Rodas
Arturo Rodas (né le 3 mars 1954 à Quito), est un compositeur équatorien naturalisé français.

## Biographie
Arturo Rodas étudie au Conservatoire national de musique de Quito et prend des leçons privées de composition avec Gerardo Guevara tout en menant des études de droit à l’Université centrale de l’Équateur. De 1978 à 1980, il travaille comme assistant du compositeur français José Berghmans à Paris et à Quito. De 1979 à 1984 il étudie à l'École normale de musique de Paris grâce à une bourse du gouvernement français. Il y termine ses études de contrepoint supérieur dans la classe de Ginette Keller, d'analyse avec Michèle Reverdy et de composition dans la classe de Yoshihisa Taïra. Il étudie aussi comme auditeur libre au Conservatoire national supérieur de musique et de danse de Paris avec Guy Reibel, Michel Philippot, Daniel Teruggi. Il suit également des séminaires de composition avec Pierre Boulez, Gerard Grisey et Iannis Xenakis.
Avec une bourse du Centre Acanthes, il assiste en 1983 à un atelier de composition avec Luciano Berio à Aix-en-Provence. Arturo Rodas étudie la musique électroacoustique avec Mesias Maiguashca au CERM de Metz puis avec Phil Wachsmann à Londres. Il assiste également à différents séminaires de l’IRCAM à Paris. En 1983, à Paris, son œuvre Entropia a été finaliste du concours international de composition orchestrale Max Deutsch et jouée par l'Orchestre de l'Île-de-France dirigée par Alexandre Myrat.
À son retour en Équateur en 1984, certaines de ses œuvres furent interprétées par l’Orchestre symphonique national sous la direction d’Alvaro Manzano et de Gerald Brown. Ses œuvres ont été interprétées dans plusieurs pays du monde. Il est devenu "l'un des compositeurs notables de sa génération" mentionnés par Gerard Béhague. En 1989, il reçoit une subvention de l'UNESCO pour composer. "La Banque centrale de l'Équateur" a publié en 1988 des œuvres de Rodas dans le premier volume de la série Compositeurs contemporains de l'Équateur. Les œuvres incluses sont Fibris, Arcaica, Clímax, Andino III, iOh. …!, Mordente, Espacios Invertidos.
Arturo Rodas a promu un style musical universel contemporain. Plusieurs œuvres de cette période, dont Fibris (1986), ont été publiées dans le magazine "Opus" édité par Arturo Rodas. Depuis son arrivée en Angleterre en 1990 il a écrit des œuvres comme Le Livre de l'Orchestre  qui doit être jouée dans un édifice avec beaucoup de pièces pour permettre au public d'écouter différents groupes instrumentaux en se promenant d'une pièce a l'autre."  Quelques œuvres de Rodas sont publiées par Periferia de Barcelonne et Virtualscore de Paris. Il a aussi travaillé en tant que critique musical et organisateur de concerts.

## Esthétique
Ses œuvres se caractérisent par : l'aspect contemporain-autochtone (Andino I - Andino IV); la polyphonie de masses sonores, le hasard, la recherche formelle (Entropia, Arcaica, Obsesiva, Ramificaciones Temporales, Obsesiva, La). Les divers mélanges de ces sources, dès le début de sa carrière (Fibris, Clímax, Güilli Gu), ont conduit a plus ample souplesse de son langage musical: 24.5 Préludes pour Piano, Fugues Atonales et la opéra El Árbol de los Pájaros. Dans cet "opéra pour la voix… des instruments"! l'argument naît des interactions entre musique et architecture.

## Œuvres
| Année | Œuvre | Description                              | Information | Durée |
| ----- | --- | ---------------------------------------- | ----------- | ----- |
| 1981  | Entropía, pour orchestre | Musique orchestrale                      |             |       |
| 1983  | Andino III, pour flûte traversière | Musique soliste (flûte)                  |             |       |
| 1984  | Arcaica, concerto pour percussion et orchestre                                                                                             | Musique orchestrale                      |             |       |
| 1984  | Mordente, pour quatuor de clarinettes | Musique instrumentale                    |             |       |
| 1985  | Clímax, pour orchestre | Musique orchestrale                      |             |       |
| 1985  | Espacios Invertidos, pour percussion | Musique soliste (percussion)             |             |       |
| 1985  | Ramificaciones Temporales, pour clarinette et arts visuels - (Composée pour la Coloritura -couleur et partition- du peintre Ana Placencia) | Musique soliste (multimédia)             |             |       |
| 1985  | Güilli Gu, pour orchestre et arts visuels - (autre composition pour la Coloritura)                                                         | Musique orchestrale (multimédia)         |             |       |
| 1986  | Fibris, pour orchestre | Musique orchestrale                      |             |       |
| 1986  | ¡ Oh !, pour trompette | Musique soliste (trompette)              |             |       |
| 1987  | Melodías de Cámara, pour orchestre de chambre                                                                                              | Musique orchestrale (musique de chambre) |             |       |
| 1987  | ¡ Oh !, pour piano | Musique soliste (piano)                  |             |       |
| 1987  | Obstinado, pour violoncelle | Musique soliste (violoncelle)            |             |       |
| 1987  | Obsesiva, pour narrateur, électroacoustique et orchestre                                                                                   | Musique orchestrale (électroacoustique)  |             |       |
| 1987  | Introitus, pour chœur et orchestre | Musique orchestrale (chorale)            |             |       |
| 1988  | Kyrie, pour solistes, chœur & orchestre | Musique orchestrale (chorale)            |             |       |
| 1988  | La, pour chœur et orchestre | Musique orchestrale (chorale)            |             |       |
| 1989  | A, B, C, D, pour quatuor à cordes | Musique instrumentale                    |             |       |
| 1990  | Había una vez, pour chœur et orchestre de chambre                                                                                          | Musique orchestrale (chorale)            |             |       |
| 1991  | Andante, pour saxophone, piano et percussion                                                                                               | Musique instrumentale                    |             |       |
| 1992  | Obstinado II, pour violoncelle | Musique soliste (violoncelle)            |             |       |
| 1992  | Andino IV, pour flûte | Musique soliste (flûte)                  |             |       |
| 1992  | Espacios Invertidos II, pour percussion | Musique soliste (percussion)             |             |       |
| 1993  | Mordente II, pour quatuor de clarinettes                                                                                                   | Musique instrumentale                    |             |       |
| 1996  | Lieder, pour percussion | Musique soliste (percussion)             |             |       |
| 1997  | Full Moon Business, pour orchestre de chambre                                                                                              | Musique orchestrale (musique de chambre) |             |       |
| 1999  | 24.5 Préludes, pour piano | Musique soliste (piano)                  |             |       |
| 2001  | Bailecito, pour bande magnétique | Musique électroacoustique                |             |       |
| 2001  | Fermez les yeux svp, pour bande magnétique                                                                                                 | Musique électroacoustique                |             |       |
| 2001  | El llanto del disco duro, pour bande magnétique                                                                                            | Musique électroacoustique                |             |       |
| 2002  | Buñuelos, pour trompette | Musique soliste (trompette)              |             |       |
| 2002  | Mandolínico, pour mandoline | Musique soliste (mandoline)              |             |       |
| 2002  | Laúdico, pour luth | Musique soliste (luth)                   |             |       |
| 2002  | Laúdico, transcription pour guitare | Musique soliste (guitare)                |             |       |
| 2002  | Mandolínico, transcription pour guitare | Musique soliste (guitare)                |             |       |
| 2002  | Ta-i-a-o-a, pour soprano | Musique vocale                           |             |       |
| 2003  | El Árbol de los Pájaros, opéra pour la voix des instruments                                                                                | instrumental (multimédia)                |             |       |
| 2003  | Il était une fois…, pour chœur a cappella                                                                                                  | Musique chorale                          |             |       |
| 2003  | sol-fa-mi-ré-é-do-o-la-a, pour chœur a cappella                                                                                            | Musique chorale                          |             |       |
| 2004  | Piece of Cake, pour piano et bande magnétique                                                                                              | Musique soliste (électroacoustique)      |             |       |
| 2004  | Fermez les yeux svp, pour bande magnétique et film - (film de Rupert Davies-Cooke)                                                         | Musique électroacoustique (multimédia)   |             |       |
| 2005  | Life Class 2005, 4 pièces pour piano, bande magnétique et film - (4 films de Rupert Davies-Cooke)                                          | Musique instrumentale (multimédia)       |             |       |
| 2005  | Organillo, pour orgue | Musique soliste (orgue)                  |             |       |
| 2007  | The Walk, pour soprano pre-enregistrée, bande magnétique et film - (film de Rupert Davies-Cooke)                                           | Musique vocale (multimédia)              |             |       |
| 2007  | Reflejos en la Noche, pour piano. | Musique soliste                          |             |       |
| 2007  | Papeleo sin fin, pour contra-ténor | Musique vocale                           |             |       |
| 2008  | Ricercare, pour 3 percussions | Musique instrumentale                    |             |       |
| 2008  | Anónimo, pour quatuor à vents | Musique instrumentale                    |             |       |
| 2008  | Fuga Atonal I, pour hautbois d'amore et piano                                                                                              | Musique instrumentale (duo)              |             |       |
| 2008  | Fuga Atonal I, transcription pour hautbois et piano.                                                                                       | Musique instrumentale (duo)              |             |       |
| 2008  | Fuga Atonal II, quatuor à cordes | Musique instrumentale                    |             |       |

## Écrits
- Arturo Rodas, La hora de Mesias Maiguashca, Opus Magazine no 15, septembre 1987, p. 17-19.
- Arturo Rodas, Análisis de la forma musical de Güilli Gu, Cultura magazine, Banque centrale de l'Équateur, vol. IX, no 26, édité par Irving Iván Zapater, septembre/décembre 1986, p. 387-402.
- Arturo Rodas, Gerardo Guevara en la encrucijada musical, Opus Magazine no 15, septembre 1987, p. 20-21.
- Luis H. Salgado, Opus Magazine no 31, numéro monographique, édité par Arturo Rodas, Banque centrale de l'Équateur, janvier 1989.

## Discographie
| Année | Œuvre | Interprètes                                                                  | Maison d'édition                                                                             |
| ----- | --- | ---------------------------------------------------------------------------- | -------------------------------------------------------------------------------------------- |
| 1986  | Güilli Gu, pour orchestre | OSN (Orchestre Symphonique National de 'Équateur) dirigée par Álvaro Manzano | Famoso (Disque 3200027), Équateur                                                            |
| 1987  | Arcaica, pour percussion et orchestre. Avec des œuvres de M. Estévez, G. Guevara, D. Luzuriaga et M. Maiguashca                                                    | OSN dirigée par Álvaro Manzano                                               | Ifesa (LP 301-0293), Équateur                                                                |
| 1988  | Arcaica, pour percussion et orchestre | OSN dirigée par Álvaro Manzano                                               | Ifesa (LP-388-0408)                                                                          |
| 1988  | Clímax, pour orchestre | OSN dirigée par Álvaro Manzano                                               | Ifesa (LP-388-0408)                                                                          |
| 1988  | Mordente, pour quatre clarinettes | Clarinette principale et direction: Miguel Jiménez                           | Ifesa (LP 338-0409)                                                                          |
| 1988  | Fibris, pour orchestre | OSN dirigée par Álvaro Manzano                                               | Ifesa (LP-388-0408)                                                                          |
| 1988  | Espacios Invertidos, pour percussion | Pablo Valarezo, percussion                                                   | Ifesa (LP 338-0409)                                                                          |
| 1988  | Andino III, pour flûte | Luciano Carrera, flûte                                                       | Ifesa (LP 338-0409)                                                                          |
| 1988  | ¡ Oh… !, pour piano | Christo Iliev, piano                                                         | Ifesa (LP 338-0409)                                                                          |
| 2008  | Anónimo, pour flûte, cor anglais, clarinette et violoncelle. Avec des œuvres de: M. Maiguashca, J. Campoverde, P. Freire, L. Enríquez, E. Flores-Abad & M. Estévez | Ensemble SurPlus de Fribourg/Allemagne, dirigé par James Avery               | Sumak, CD, édition de: C.C.E.N. de l'Azuay et Biennale Internationale de Peinture de Cuenca. |
| 2008  | Pan Comido, suite pour piano et bande magnétique (1er et 2e mouvements)                                                                                            | Francis Yang, piano                                                          | RedASLA, CD, code 3447972495. Mexique                                                        |